# Дългият Ерик
Вижте пояснителната страница за други значения на Ерик.
„Дългият Ерик“ (на шведски: Långe Erik) е морски фар, разположен край най-северната част на шведския остров Йоланд.
Разположен е върху малък остров недалеч от Йоланд, но е свързан с мост, построен през 1965 година. Строежът на фара приключва през 1845 година.
Произходът на името „Дългият Ерик“ не е установен, но се счита, че е дадено по аналогия с фара „Дългият Ян“ от южната част на острова. Първоначалното име на фара е било Северният край на Йоланд (на шведски: Ölands norra udde), което все още се използва понякога.
Височината на „Дългият Ерик“ е 32 m, а до терасата, разположена на 28 m височина, се стига посредством 138 стъпала.
Фарът „Дългият Ерик“ започва да функционира от 1845 година с осветление, захранвано от рапично масло. През 1947 година се електрифицира и до 1976 година е имал персонал от 3 души.
През 1990-те години голямата фарова леща е свалена и заменена с инсталация от нов тип. През 1991 година оригиналното осветление е заменено с автоматична система, монтирана на терасата на фара. Старият задвижващ механизъм на светещата част фара е запазен.
Фарът „Дългият Ерик“ е отворен за посещение през летните месеци.